# Frithjof Andersen
Frithjof Andersen (ur. 5 kwietnia 1893 w Oslo, zm. 24 lipca 1975 tamże) – norweski zapaśnik w stylu klasycznym. Brązowy medalista olimpijski z Antwerpii.
Walczył w stylu klasycznym w wadze 67,5 kg.